# Nyctimene vizcaccia
Nyctimene vizcaccia is een vleermuis uit het geslacht Nyctimene die voorkomt in de Bismarck-archipel en op de Salomonseilanden (inclusief Bougainville, maar exclusief Malaita en San Cristobal, waar N. malaitensis voorkomt). N. vizcaccia behoort tot de N. albiventer-groep. De taxonomie van de oostelijke leden van die groep, waaronder N. vizcaccia, is zeer verward. Twee soorten, N. malaitensis en Nyctimene masalai, verschillen mogelijk niet van N. vizcaccia. Sommigen zien N. vizcaccia als een ondersoort van N. albiventer, maar beschouwen N. bougainville uit de Salomonseilanden dan weer als een aparte soort. Mogelijk komt zowel N. vizcaccia als N. albiventer op Nieuw-Brittannië voor. Op Guadalcanal bedraagt de kop-romplengte 80,0 tot 94,0 mm, de staartlengte 18,1 tot 27,4 mm, de voorarmlengte 58,0 tot 64,3 mm, de tibialengte 22,2 tot 24,0 mm, de oorlengte 12,1 tot 14,8 mm en het gewicht 35 tot 45 g.